# Kyllinga vaginata
Kyllinga vaginata är en halvgräsart som beskrevs av Jean-Baptiste de Lamarck. Kyllinga vaginata ingår i släktet Kyllinga och familjen halvgräs. Inga underarter finns listade i Catalogue of Life.